# Jalen Lecque
Jalen Lecque (Manhattan, Nueva York; 13 de junio de 2000) es un baloncestista estadounidense que pertenece a la plantilla del Hapoel Afula B.C. de la Ligat ha'Al israelí. Con 1,93 metros de estatura, juega en la posición de base.

## Trayectoria deportiva

### High school
En lugar de acudir al instituto que le correspondía en su zona, el Teaneck High School, asistió al Monsignor Scanlan High School en El Bronx a causa de su mejor programa de baloncesto. En la temporada 2016-17, promedió alrededor de 11 puntos por partido.
La temporada siguiente fue transferido al Christ School de Arden, Carolina del Norte, centro que eligió además de por el baloncesto por el aspecto académico. Allí promedió 20,1 puntos, 9,1 rebotes y 9,3 asistencias, llevando a su equipo a las semifinales del estado.
En julio de 2018 anunció que sería nuevamente transferido, en esta ocasión a la Brewster Academy de Wolfeboro (Nuevo Hampshire). Al término de la temporada se declaró elegible para el Draft de la NBA, renunciando así a jugar en el baloncesto universitario.

### Profesional
Tras no ser elegido en el Draft de la NBA de 2019, el 6 de julio firmó un contrato por cuatro temporadas, dos de ellas garantizadas, con los Phoenix Suns. en el mes de octubre fue asignado a su filial en la G League, los Northern Arizona Suns. Debutó en la NBA el 16 de enero de 2020 ante New York Knicks, jugando dos minutos en los que falló el único tiro que intentó.
Después de una temporada en Phoenix, el 16 de noviembre de 2020, es traspasado a Oklahoma City Thunder junto a Kelly Oubre, Ty Jerome, Ricky Rubio y una futura ronda a cambio de Chris Paul y Abdel Nader. Pero, el 25 de noviembre, es traspasado a Indiana Pacers a cambio de T. J. Leaf.
En octubre de 2021, se une a los Wisconsin Herd como jugador afiliado.
El 3 de noviembre de 2022 fue incluido en la lista de jugadores de los Rio Grande Valley Vipers.
El 29 de agosto de 2024 fichó por el Hapoel Afula B.C. de la Ligat ha'Al israelí.

## Estadísticas de su carrera en la NBA

### Temporada regular
| Año     | Equipo  | PJ | PT | MPP | %TC  | %3P  | %TL   | RPP | APP | ROB | TPP | PPP |
| ------- | ------- | -- | -- | --- | ---- | ---- | ----- | --- | --- | --- | --- | --- |
| 2019-20 | Phoenix | 5  | 0  | 6.4 | .400 | .000 | 1.000 | .4  | .4  | .0  | .0  | 2.0 |
| Total   | Total   | 5  | 0  | 6.4 | .400 | .000 | 1.000 | .4  | .4  | .0  | .0  | 2.0 |